# Пелесяк, Генрик
Генрик Пелесяк (пол. Henryk Pielesiak, 9 августа 1955, Лодзь, Польша — 25 октября 2005 Лодзь, Польша) — польский боксёр-любитель, семикратный чемпион Польши (1977, 1978, 1979, 1980, 1981, 1984 i 1989 годов), член олимпийской сборной Польши 1980 года.